# Stärkster Mann Deutschlands
Der stärkste Mann Deutschlands (Deutsche Meisterschaft der Strongman) ist ein nationaler Strongman-Wettbewerb, der jährlich stattfindet. Seit 2001 wird der Wettbewerb von der GFSA (German Federation of Strength Athletes) organisiert. Rekordhalter mit zwölf Siegen ist Heinz Ollesch.

## Ligastruktur und Qualifikation
Der Strongman-Sport ist in Deutschland für die Männer in drei Ligen unterteilt - die ATX Power League (3. Liga), die Deutschland Cup Serie (2. Liga) und die German Pro League (1. Liga). Anfänger können zudem optional einen Beginner Cup als ihren ersten Wettkampf absolvieren.
Die ATX Power League (3. Liga) wurde in der Saison 2021 zu den beiden bereits bestehenden Ligen hinzugefügt und besteht aus mehreren, über das ganze Jahr hinweg abgehaltenen Wettkämpfen. Nach jedem Wettkampf steigen die bestplatzierten deutschen Athleten in die zweite Liga auf, wobei die Anzahl der Aufsteiger von der Anzahl der Teilnehmer abhängig ist. Pro zehn teilnehmende Athleten gibt es einen Aufsteiger. Auch der beste Athlet in der Gewichtsklasse bis 105 kg steigt in die zweite Liga auf.
Die Deutschland Cup Serie wurde mit Einführung der German Pro League im Jahr 2014 zur zweiten Liga im deutschen Strongman-Sport. Über die Saison hinweg werden mehrere Wettkämpfe ausgetragen, in denen die Top 20 deutschen Athleten je nach ihrer Platzierung Punkte sammeln. Für den letzten Wettkampf der Saison werden doppelte Punkte vergeben und ab drei absolvierten Wettkämpfen gibt es ein Strichergebnis. Am Ende der Saison steigen die drei Athleten mit den meisten Punkten in die erste Liga auf. Die Athleten auf den Plätzen vier und fünf der Rangliste können in die erste Liga aufsteigen oder eine weitere Saison auf Deutschland Cup Niveau absolvieren.
Die German Pro League umfasst wie die Deutschland Cup Serie mehrere Wettkämpfe pro Saison, in denen die Athleten Punkte für die Qualifikation zur Deutschen Meisterschaft sammeln können. Auch hier erhalten die Top 20 Athleten in einem Wettkampf Punkte und bei Teilnahme an drei oder mehr Wettkämpfen gibt es ein Streichergebnis.
Im Jahr 2023 wurde das aktuell verwendete Qualifikationssystem für die deutsche Meisterschaft eingeführt, bei dem sich 12 Athleten über die drei folgenden Wege qualifizieren können:
- Als Gewinner der Deutschen Meisterschaft des Vorjahres
- Als Top 10 Athlet der German Pro League Rangliste der aktuellen Saison
- Als Führender der Deutschland-Cup Serie der aktuellen Saison bis zum Zeitpunkt der Deutschen Meisterschaft.

Tritt einer der qualifizierten Athleten nicht an, rückt der nächste Athlet der German Pro League Rangliste nach.

## Ergebnisse
| Jahr | Gewinner           | 2. Platz           | 3. Platz         | Austragungsort               |
| ---- | ------------------ | ------------------ | ---------------- | ---------------------------- |
| 2024 | Dennis Kohlruss    | Patrick Eibel      | Alex Zahn        | Steinmauern                  |
| 2023 | Dennis Kohlruss    | Patrick Eibel      | Markus Schätzl   | Gera                         |
| 2022 | Dennis Kohlruss    | Tim Hruby          | Patrick Eibel    | Gera                         |
| 2021 | Dennis Kohlruss    | Sebastian Kraus    | Adam Roszkowski  | Gera                         |
| 2019 | Raffael Gordzielik | Dennis Biesenbach  | Sebastian Kraus  | Bad Tölz                     |
| 2018 | Raffael Gordzielik | Dennis Kohlruss    | Sebastian Kraus  | Bad Tölz                     |
| 2017 | Raffael Gordzielik | Dennis Kohlruss    | Sebastian Kraus  | Bruckmühl                    |
| 2016 | Andreas Altmann    | Raffael Gordzielik | Dennis Kohlruss  | Chiemgau-Arena in Ruhpolding |
| 2015 | Andreas Altmann    | Raffael Gordzielik | Julian Groth     | Chiemgau-Arena in Ruhpolding |
| 2014 | Michael Blumstein  | Daniel Wildt       | Dennis Kohlruss  | Kitzscher                    |
| 2013 | Daniel Wildt       | Robert Heinrich    | Patrik Baboumian | Waging am See                |
| 2012 | Timo Rüdiger       | Mateusz Skrentny   | Patrik Baboumian | Waging am See                |
| 2011 | Patrik Baboumian   | Daniel Wildt       | Anton Schimke    | Waging am See                |
| 2010 | Igor Werner        | Patrik Baboumian   | Robert Heinrich  | Waging am See                |
| 2009 | Florian Trimpl     | Tobias Ide         | Steffen Hayn     | Waging am See                |
| 2008 | Tobias Ide         | Igor Werner        | Jens Thamm       | Waging am See                |
| 2007 | Igor Werner        | Florian Trimpl     | Raik Seume       | Waging am See                |
| 2006 | Heinz Ollesch      | Florian Trimpl     | Knut Handke      | Waging am See                |
| 2005 | Dieter Seidenkranz | Dietmar Zint       |                  |                              |
| 2004 | Heinz Ollesch      |                    |                  | Rosenheim                    |
| 2003 | Heinz Ollesch      |                    |                  |                              |
| 2002 | Heinz Ollesch      |                    |                  | Plattling                    |
| 2001 | Heinz Ollesch      | Martin Muhr        | Carsten Kühn     | Rosenheim                    |
| 2000 | Heinz Ollesch      |                    |                  | Landshut                     |
| 1999 | Heinz Ollesch      |                    |                  |                              |
| 1998 | Heinz Ollesch      |                    |                  |                              |
| 1997 | Heinz Ollesch      |                    |                  |                              |
| 1996 | Heinz Ollesch      |                    |                  |                              |
| 1995 | Heinz Ollesch      |                    |                  |                              |
| 1994 | Heinz Ollesch      |                    |                  |                              |

Quelle: davidhorne-gripmaster.com